# Liste der ugandischen Botschafter in Deutschland
Die Liste der ugandischen Botschafter in Deutschland enthält die Botschafter Ugandas in der Bundesrepublik Deutschland seit der Aufnahme diplomatischer Beziehungen zwischen beiden Ländern.
| Ernannt/Akkreditiert | Botschafter Vor- und Zuname | Bemerkungen                                                                                | ernannt durch                  | Regierung von Deutschland | Posten verlassen |
| -------------------- | --------------------------- | ------------------------------------------------------------------------------------------ | ------------------------------ | ------------------------- | ---------------- |
| 1964                 | Leonard Nathaniel Bassude   |                                                                                            | Edward Mutesa                  | Kabinett Erhard I         |                  |
| 1969                 | George W. M. Kamba          |                                                                                            | Milton Obote                   | Kabinett Kiesinger        | 1971             |
| 1972                 | John Patrick Barigye        | setzte sich 1973 mit Hilfe deutscher Freunde ins aminfeindliche Sambia ab.                 | Idi Amin                       | Kabinett Brandt I         |                  |
| 1973                 | L. S. E. Avua               | Geschäftsträger                                                                            | Idi Amin                       | Kabinett Brandt II        | 1974             |
| 4. Aug. 1975         | Bernadette Olowo            | März 1977: Olowo wurde vom ugandischen Geheimdienst in der Botschaft in Bonn festgehalten. | Idi Amin                       | Kabinett Schmidt I        | 21. März 1977    |
| 1979                 | Francis J. Kasirye          | Geschäftsträger, Gesandter-Botschaftsrat                                                   | Godfrey Binaisa                | Kabinett Schmidt II       | 1980             |
| 21. März 1980        | John Bernard Moli           |                                                                                            | Präsidialkommission von Uganda | Kabinett Schmidt II       |                  |
| 1980                 | William H. B. F. Kamugisha  | Geschäftsträger (* 1939; † 21. August 2006 in Kampala)                                     | Präsidialkommission von Uganda | Kabinett Schmidt II       | 1983             |
| 1981                 | James Nagai Obua-Otoa       | Geschäftsträger                                                                            | Milton Obote                   | Kabinett Schmidt III      | 1986             |
| 1986                 | Perezi Kamunanwire          |                                                                                            | Yoweri Museveni                | Kabinett Kohl II          | 1988             |
| 1988                 | Rhoda Veronique Kaisho      | Geschäftsträgerin                                                                          | Yoweri Museveni                | Kabinett Kohl II          | 1989             |
| 1988                 | Freda Lule Blick            | 1981: Botschafter in Wien                                                                  | Yoweri Museveni                | Kabinett Kohl II          | 1996             |
| 1996                 | Samusoni T. Bigombe         | Geschäftsträger 20. März 1989                                                              | Yoweri Museveni                | Kabinett Kohl V           | 1998             |
| 2. Okt. 1997         | Tibamanya Mwene Mushanga    |                                                                                            | Yoweri Museveni                | Kabinett Kohl V           |                  |
| 2005                 | Danny Ssozi                 | Geschäftsträger                                                                            | Yoweri Museveni                | Kabinett Schröder II      | 2006             |
| 8. Nov. 2006         | Elizabeth Bagaya            |                                                                                            | Yoweri Museveni                | Kabinett Merkel I         |                  |
| 2007                 | Vasta Rwankote              | Geschäftsträgerin                                                                          | Yoweri Museveni                | Kabinett Merkel I         | 2008             |
| 11. Juli 2008        | Samson Nyine Bitahwa        |                                                                                            | Yoweri Museveni                | Kabinett Merkel I         |                  |
| 2008                 | Joseph Omodo                | Geschäftsträger                                                                            | Yoweri Museveni                | Kabinett Merkel I         | 2009             |
| 2009                 | Francis K. Butagira         |                                                                                            | Yoweri Museveni                | Kabinett Merkel I         | 2012             |
| 2012                 | Julius J. Kivuna            | Geschäftsträger                                                                            | Yoweri Museveni                | Kabinett Merkel II        | 2013             |
| 18. Juli 2013        | Marcel Robert Tibaleka      |                                                                                            | Yoweri Museveni                | Kabinett Merkel II        | 2022             |
| 22. Aug. 2022        | Stephen Mubiru              |                                                                                            |                                | Kabinett Scholz           |                  |

## Websites
- Website der Botschaft